# Privatbrauerei Iserlohn
Die Privatbrauerei Iserlohn war eine Brauerei in Iserlohn im Sauerland, die von 1901 bis 2014 Pils und Brause herstellte.

## Unternehmensgeschichte

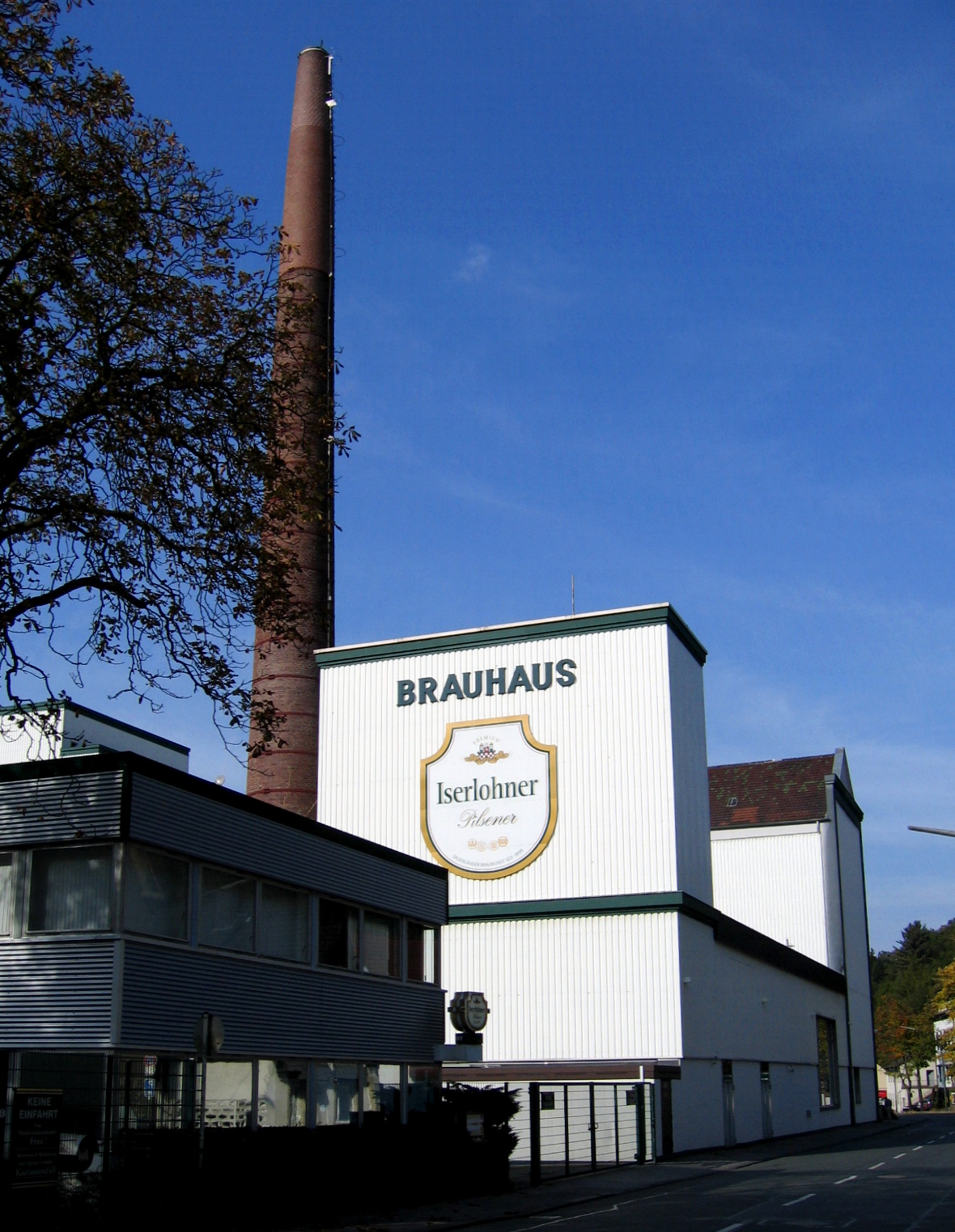
Das Brauhaus (2005)

Am 28. August 1899 entschlossen sich 27 Iserlohner Bürger zur Gründung der Brauerei Iserlohn AG. Nach der Grundsteinlegung ein Jahr zuvor konnte im März 1901 erstmals Bier ausgestoßen werden. Schon 1905 und 1906 wurden 11.640 Hektoliter (hl) Bier gebraut, 1920 erzielte man einen Umsatz von über 980.000 Mark.
1921 übernahm die Germania-Brauerei in Dortmund die Aktienmehrheit. Wiederum nur wenige Monate später übernahm die Dortmunder Union-Brauerei die Brauerei Iserlohn. Der Bierausstoß vergrößerte sich danach stetig. 1939 lag er schon bei 34.000 hl. In den Kriegsjahren von 1942 bis 1945 wurden Biere von schlechterer Qualität gebraut, da es zu Engpässen bei der Rohstofflieferung kam. Beginnend 1951 stiegen die Verkaufszahlen stark an, so dass es ab 1959 zu großen Investitionen kommen konnte.
1961 erzielte die Brauerei einen Ausstoß von 92.300 hl, der sich im Folgejahr auf mehr als 100.000 hl erhöhte. Die Produktion verschiedener Biersorten wurde 1962 eingestellt und es wurde nur noch Iserlohner Pilsener gebraut.
1966 wurde die Verpackung geändert. So wurden die Holzfässer durch Metallfässer, die Bügelflasche durch die Euro-Flasche und die Holzkisten durch Kunststoffkästen ersetzt. 1973 wurde die Produktion von 300.000 hl überschritten. Zu diesem Anlass wurde ein bedruckter 0,5l Steingut Bierkrug herausgebracht. Von 1978 bis 1980 wurde in das Firmengelände investiert. Der Flaschenkeller wurde neu errichtet und die Lagerkapazität erhöht, die Kosten beliefen sich auf etwa 60 Millionen DM. Seit 1994 war das Unternehmen eine GmbH und als erste Brauerei Deutschlands erhielt sie ein Jahr später die EG-Öko-Auditierung nach EU-Richtlinie 1863/93 (Brauerei Iserlohn Öko-Audit GbR bestehend aus der Brauerei Iserlohn Produktions GmbH und der Brauerei Iserlohn GmbH).

### Rückkehr zur Eigenständigkeit
1997 stand die Iserlohner Brauerei zum Verkauf, verblieb allerdings zunächst bei dem Dortmunder Unternehmen Brau & Brunnen. 1998 wurde Iserlohner Winter erfolgreich als neue Dunkelbiermarke eingeführt. Zum 100-jährigen Bestehen der Brauerei fanden das ganze Jahr über zahlreiche Veranstaltungen statt. Zum Jahrtausendwechsel kreierte die Brauerei das Bier 2000 – das Bier für das neue Jahrtausend.
Bereits 2001 stand der Erhalt der Brauerei auf dem Prüfstand. Ab 2002 wurde die Brauerei von Peter Michaelis geleitet. Die Umsätze waren zu dieser Zeit stark rückläufig, die Kosten und der Ertrag standen in keinem guten Verhältnis zueinander. 2003 beabsichtigte Brau & Brunnen unter Vorstand Michael Hollmann das Iserlohner Werk zu schließen. Zuletzt wurden von den insgesamt 85 Beschäftigten bei einer Kapazität von ca. 400.000 hl noch rund 163.000 hl der Marke Iserlohner abgefüllt. Besorgte Bürger betrieben die Internetseite rettet-iserlohner.de oder befestigten Aufkleber an ihren Autos mit dem Schriftzug „Rettet Iserlohner“. Doch Geschäftsführer Peter Michaelis sowie der Iserlohner Unternehmer Gerd Heutelbeck als Hauptgesellschafter und dessen Finanzchef Christian Ilske übernahmen die Firma und benannten sie in Privatbrauerei Iserlohn GmbH um. 30 der bis dato 80 Arbeitsplätze entfielen zunächst, bevor die Belegschaft 2004 wieder auf 76 Mitarbeiter anwuchs. Die Geschäfte wurden von Michaelis und Ilske geführt. Jährlich verließen fast 450.000 hl die Brauerei.
Im April 2006 erwarb die Privatbrauerei Iserlohn über ihre neu gegründete 100-prozentige Tochterfirma „Privatbrauerei Gießen“ die Produktionsstätte und Anlagen der Brauerei Denninghoff in Gießen mit einer Kapazität von rund 150.000 hl. Lediglich Vertrieb, Logistik und Marketing verblieben beim Gießener Brauhaus. Ab 1. September 2008 wurde Christian Rolinck Geschäftsführer der Privatbrauerei Iserlohn. Er leitete zuvor die Privatbrauerei A. Rolinck in Burgsteinfurt und löste Michaelis und Ilske ab. Im Jahr 2009 lag der Ausstoß bei rund 540.000 hl, davon 130.000 hl der Marke Iserlohner. 700.000 Euro wurden in eine neue Etikettieranlage investiert.

### Verkauf und Neuausrichtung

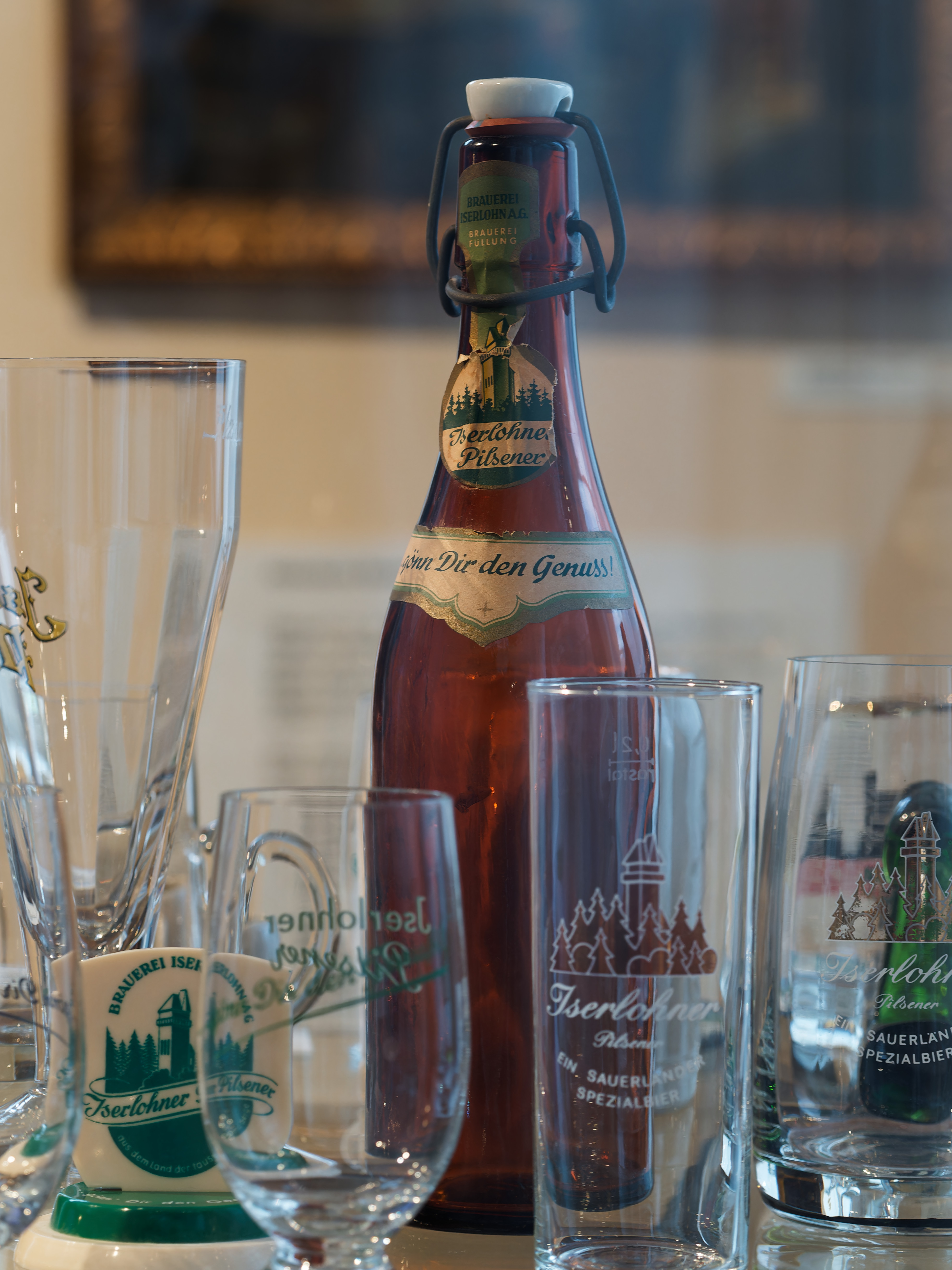
Exponate der „Brauerei Iserlohn“ im Stadtmuseum Iserlohn

Geschäftsführer wurde im Mai 2010 Lars Junker. Am 29. Juli 2010 wurde bekannt gegeben, dass das Unternehmen rückwirkend zum 1. Januar 2010 an den ehemaligen Vorstandschef des Getränkekonzerns Brau & Brunnen, Michael Hollmann, verkauft wurde. Die Produktion setzte sich nun aus der Marke „Iserlohner“ sowie der Herstellungen von Bieren für Exklusivmarken von Handelspartnern zusammen. Für 2010 wurde der Ausstoß mit rund 600.000 hl angegeben.
Im Zuge der Markenneuausrichtung wurden 2011 die meisten zuvor eingeführten Produkte wieder vom Markt genommen. Neben einer Neugestaltung der Etiketten und Werbemittel wurde zudem für das Hauptprodukt „Iserlohner Pilsener“ zusätzlich die 0,5l Bügelverschlussflasche eingeführt.
Die Privatbrauerei Gießen löste sich 2011 durch eine Ausgründung unter neuem Eigentümer von der Privatbrauerei Iserlohn. Das Iserlohner Fassbier- und Gastronomiegeschäft für 30- und 50-Liter-Fässer ging rückwirkend zum 1. Januar 2011 an Krombacher Brauerei. Sie betreut seit September 2011 über die Iserlohner Gastro GmbH rund 500 gastronomische Objekte im Sauerland. Das Bier wird weiterhin durch die Iserlohner Brauerei gebraut. Zudem führt der Geschäftsführer der Iserlohner Brauerei auch die Geschäfte der zu Krombacher gehörenden Gastro GmbH. Das Flaschenbier wird weiterhin von der Iserlohner Brauerei selbst vermarktet. Marke und Markenrechte blieben bei der Iserlohner Brauerei.
Im Sommer 2012 kamen Gerüchte über temporäre Qualitätsprobleme auf, die später von der Brauerei bestätigt und auf „Rohstoff-Schwankungen“ zurückgeführt wurden. Am Standort Iserlohn wurden zuletzt (2012) 80.000 hl Iserlohner Flaschenbier, 20.000 hl Fassbier sowie 400.000 hl als Bier-Handelsmarke für Supermarktketten (Edeka/Trinkgut und Essmann), so etwa die Preis-Einstiegsmarke Traugott Simon hergestellt. Im März 2014 waren 53 Mitarbeiter beschäftigt.

### Insolvenzverfahren
Am 14. November 2013 beantragte das Unternehmen beim Amtsgericht Hagen die Eröffnung des Insolvenzverfahrens in Eigenverwaltung. Nach der vorläufigen Eigenverwaltung hat das zuständige Amtsgericht das Insolvenzverfahren am 1. Februar 2014 eröffnet und den bisherigen vorläufigen Sachwalter zum Insolvenzverwalter bestellt. Am 31. März 2014 wurde die Produktion eingestellt, nachdem ein Verkauf der Brauerei nicht zum Abschluss geführt werden konnte.
Mitte Juni 2014 wurde bekannt, dass die Iserlohner Brauerei an eine Investorengruppe um den Brauerei-Erben Christian Rolinck verkauft wurde. Anfang 2015 sollte der Braubetrieb unter neuer Belegschaft und Ausrichtung auf den Export nach Asien wieder aufgenommen werden.
Im November 2014 wurde bekannt, dass der chinesische Investor und Hauptgeldgeber Zhang Wu Xing die Brauerei in China zum Verkauf angeboten hat.
Mitte 2017 stand fest, dass der Brauereibetrieb eingestellt bleibt und Gebäude, technische Gerätschaften und Einrichtung verwertet werden.

## Produkte
- Iserlohner Pilsener war das Hauptprodukt der Brauerei. Ein Pils, das so wie alle Biere der Iserlohner Brauerei nach dem Reinheitsgebot gebraut wurde. Es war leicht herb und sehr süffig.
- Iserlohner Radler war ein Biermischgetränk aus Iserlohner Pilsener und Zitronenlimonade nach einem bayerischen Originalrezept.
- Iserlohner Winterbier wurde speziell für die kalte Jahreszeit gebraut und war seit 1998 auf dem Markt.
- Iserlohner Malz alkoholfrei war ein Malzbier und seit Dezember 2006 erhältlich.
- Iserlohner Lemon alkoholfrei war ein alkoholfreies Biermischgetränk mit Zitronengeschmack.
- Iserlohner Pilsener alkoholfrei war ein traditionell gebrautes Pils ohne Alkohol. Es war seit Sommer 2009 im Handel erhältlich.[32]
- Iserlohner Alt gab es seit Sommer 2009 ausschließlich im 30-Liter-Fass.
- Iserlohner Pilsener Steinie war seit Dezember 2010 auch in der 0,33 l Steinie-Flasche erhältlich.
- Iserlohner Pilsener mit Bügelverschluss war seit Ende 2011 auch in der 0,5 l Bügelverschlussflasche erhältlich.
- Iserlohner Extra Gold zuvor Iserlohner Blond war ein helles, mildes Pils, das bis 2011 erhältlich war.
- Iserlohner 1899 Dunkel zuvor Iserlohner Dunkel war ein Dunkelbier und das Gegenstück zu Iserlohner Extra Gold. Es war ebenfalls bis 2011 erhältlich.
- Iserlohner Weizen war ein naturtrübes Weizen, das von März 2007 bis 2011 erhältlich war.
- Iserlohner Weizen Grapefruit war das zweite Weizenbier im Sortiment. Es war ein mit Grapefruit und Blutorange verfeinertes Biermischgetränk. Erhältlich bis 2011.
- Iserlohner Orange alkoholfrei war ein alkoholfreies Biermischgetränk mit der Geschmacksrichtung Blutorange und von April 2008 bis 2011 erhältlich.
- Iserlohner PilsCola mit Guaraná, war ein Mix aus Iserlohner Pilsener und Cola mit einem Schuss Guaraná, erhältlich von Ende 2009 bis 2011.
- Kräusen war Ende der 1990er Jahre ein trübes Sommerbier ähnlich Weizen, dessen Herstellung aber nach kurzer Zeit wieder eingestellt wurde.
- Iserlohner Bock wurde ebenso eingestellt. Es war in den Jahren 2006 bis 2008 erhältlich.
- Iserlohner Maibock war einmalig im Frühjahr 2011 erhältlich.
- Iserlohner Festbier war Extra-Bier zum Schützenfest 2004.